# Elsterglanz
Elsterglanz (auch Karipol 133) ist eine  Polier-, Reinigungs- und Pflegepaste.

## Geschichte
Ab etwa 1920 brachte die Fritz Schulz jun. AG (Globus-Werke) in Leipzig verschiedene Putz- und Poliermittel zur Reinigung, Pflege und Konservierung metallischer Oberflächen mit dem Beinamen Globus bzw. Globo auf den Markt.
Nach der Verstaatlichung 1949 wurde aus der Fritz Schulz jun. AG das Variochem – VEB Globus Werk, das die Produktion in der DDR fortführte und die Produkte bis mindestens 1959 unter dem Markennamen Globo vertrieb. Ende der 1950er-Jahre begann die Produktion und der Vertrieb eines Putz- und Poliermittels unter dem Namen Elsterglanz in den Globus-Werken und später in weiteren volkseigenen Betrieben wie beispielsweise im VEB Chemiewerk Greiz-Dölau, im VEB Aerosol-Automat Karl-Marx-Stadt oder im VEB Wittol Lutherstadt Wittenberg (Betriebsteil Autopflegemittelfabrik Leipzig, Karipol).
Wegen seiner Eigenschaften wurde das Putz- und Poliermittel Elsterglanz von den Kfz-Herstellern der DDR empfohlen beziehungsweise im Industrieverband Fahrzeugbau (IFA) und auch im damaligen sozialistischen Ausland wie zum Beispiel in Vietnam verwendet. Erhältlich war die Polierpaste in 1-kg- und 0,5-kg-Gebinden sowie in Tuben mit 50 und 60 ml Inhalt. Eine 500-Gramm-Dose Elsterglanz kostete 4,45 DDR-Mark und eine Tube Elsterglanz mit je nach Hersteller 50 oder 60 ml Inhalt kostete 0,66 DDR-Mark.
Mit der Reprivatisierung der verschiedenen volkseigenen Betriebe nach der Deutschen Wiedervereinigung und der Liquidation der Karipol GmbH Leipzig verschwand Elsterglanz einige Jahre vom Markt.
Die Wortmarke Elsterglanz wurde am 22. September 1954 geschützt und ging nach der Deutschen Wiedervereinigung auf die Karipol GmbH Leipzig und die Wittol Chemie GmbH über. 1999 und 2014 wurde die Wortmarke in einzelnen Klassen der Markenklassifikation auf die Ahrenshof GmbH, umgeschrieben, die ebenfalls seit 2016 Rechte an der Wortmarke Karipol in einzelnen Klassen besitzt.
Die Bekanntheit der Marke lag 2005 in den neuen Bundesländern laut Marktforschungsinstitut GfK bei fast 80 Prozent.

## Produkte

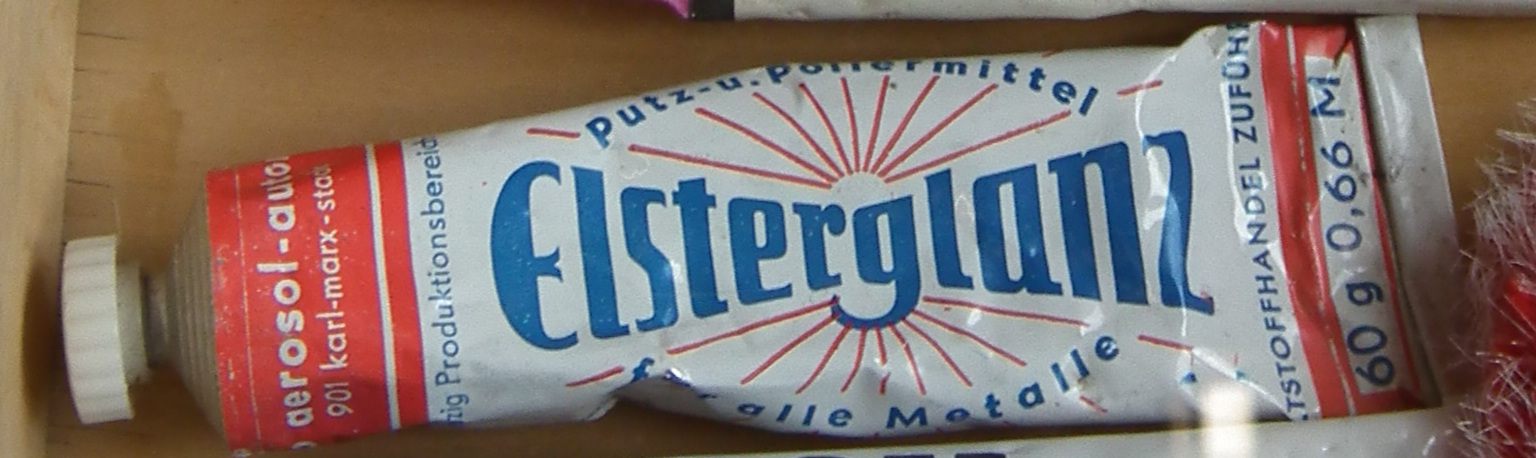
Elsterglanz, hergestellt im VEB Aerosol-Automat Karl-Marx-Stadt

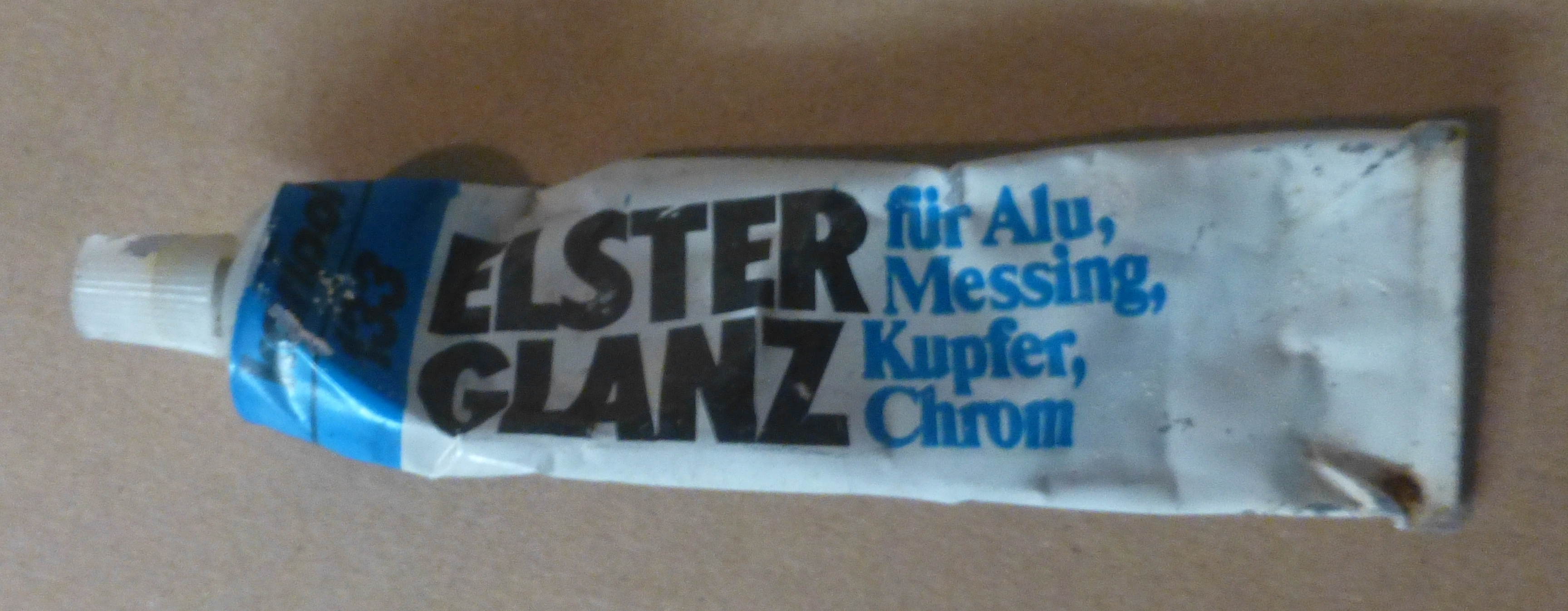
Karipol 133 (Elsterglanz), hergestellt im VEB Wittol Lutherstadt Wittenberg (Betriebsteil Autopflegemittelfabrik Leipzig, Karipol), 1985

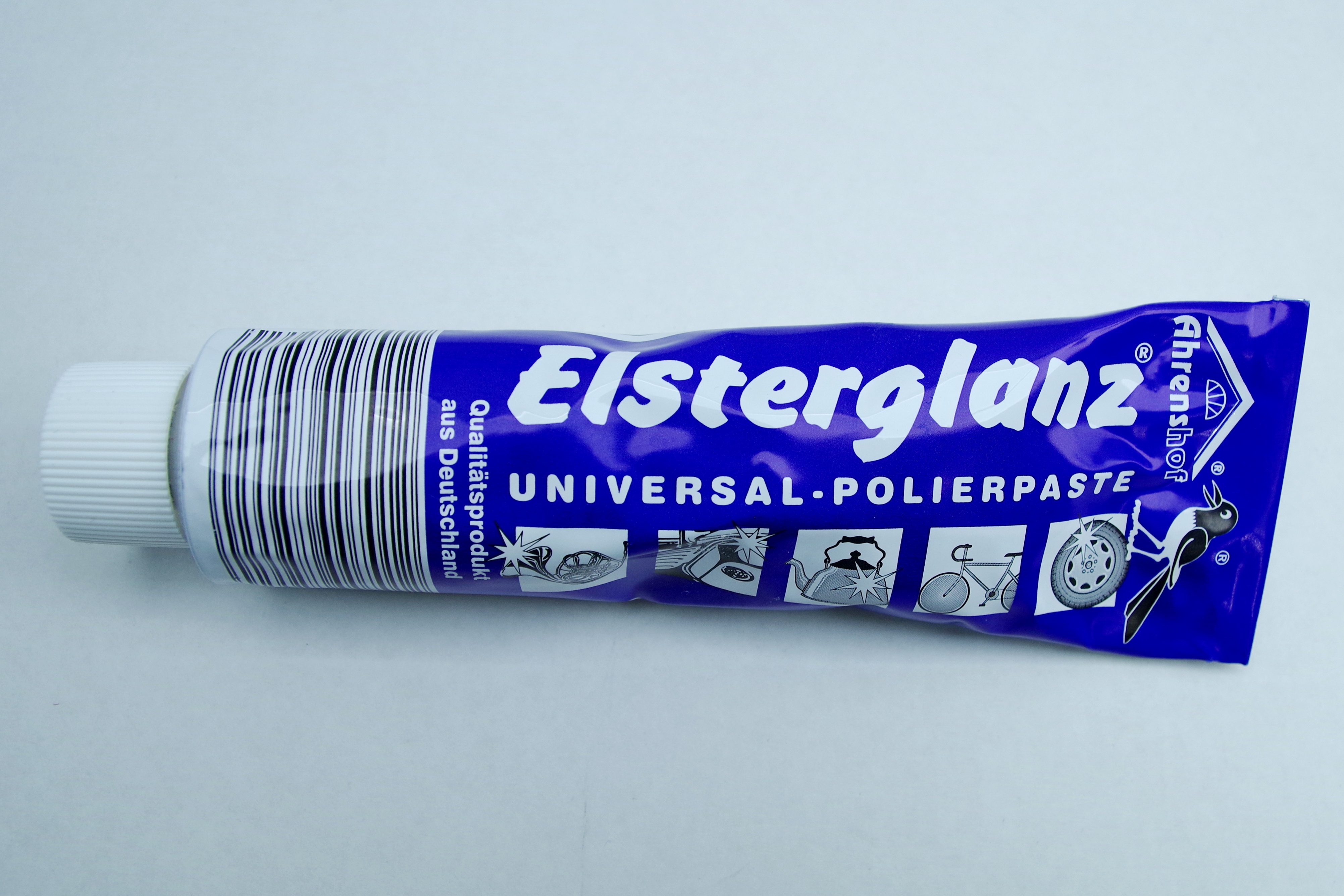
Elsterglanz Universal-Polierpaste der Ahrenshof GmbH, 2021

### Bis 1995
- Elsterglanz Putz und Poliermittel für alle Metalle (VEB Chemiewerk Greiz-Dölau, 1 kg)
- Elsterglanz Polierpaste für alle Metalle (VEB Otto Grotewohl Böhlen, 0,5 kg)
- Elsterglanz Putz und Poliermittel für alle Metalle (VEB Aerosol-Automat, 60 g)
- Elsterglanz für Alu, Messing, Kupfer, Chrom (VEB Wittol, Karipol 133, 50 ml)

#### Inhaltsstoffe
Als Hauptwirkstoff wurde Kieselgur (Tripel) und etwa 48 % Lösungsmittel der Gefährdungsgruppen III nach ASAO (Arbeitschutzanordnungen) 728 eingesetzt. Elsterglanz war feuergefährlich und wenig bzw. nicht gesundheitsschädlich. Inhaltsstoffe ab etwa Anfang der 1970er-Jahre waren Tripel, Ammoniak, Ammonium, Triethanolamin, Paraffin und technisches Weißöl, Celluloseether sowie Korrosionsverhinderer.

### Seit 2000
Seit dem Jahr 2000 vertreiben die Delmenhorster Kaufleute Jens und Reinhold Diedrich Nienhaber über ihre Unternehmen M.A.R.K. Werbe-Agenturgesellschaft, Ahrenshof Vermögensverwaltungsgesellschaft mbH, Ahrenshof GmbH und BRAECO GmbH, die alle dieselbe Meldeadresse in einem Gewerbegebiet in Sachsen-Anhalt haben, verschiedene Reinigungspasten unter dem Namen Elsterglanz, die bis auf den Namen mit dem ursprünglichen Reinigungsmittel nichts mehr zu tun haben. Der Marktanteil der Polierpaste lag 2005, in den neuen Bundesländern bei 7 Prozent und in den alten Bundesländern bei 3,5 Prozent. Die Polierpaste wird mit anderer Produktbezeichnung unter anderem nach Frankreich, Belgien, die Niederlande, Schweiz und Österreich exportiert.

#### Inhaltsstoffe
Die Produktserie von Ahrenshof enthält u. a. Calciumcarbonat, Paraffin, nicht näher bezeichnete Acrylate, flüssige Kohlenwasserstoffe, Natriumdodecylpoly(oxyethylen)sulfat, Ammoniak, Limonen, Parfüme sowie die Biozide Benzisothiazolinon, Laurylamindipropylendiamin, Chlormethylisothiazolinon und Methylisothiazolinon.

## Trivia
Das Komikerduo Elsterglanz, bestehend aus den deutschen Komikern Gilbert Rödiger und Sven Wittek aus Eisleben, benannte sich nach dem damaligen DDR-Produkt.